# CIFG
CIFG est l'un des huit premiers rehausseurs de crédit (monolines) aux États-Unis, chargés de transformer les créances hypothécaires risquées (les subprime) en placements recevant la meilleure notation financière, soit AAA. Pour y parvenir, il s'est engagé par contrat envers les émetteurs d'obligations utilisant ses services.
La société a été créée en mai 2002 dans l'État de New York, mais son siège est installé depuis le 1er octobre 2007 aux Bermudes. Son premier grand actionnaire a été la Caisse nationale des Caisses d'épargne, la CNCE, qui a accordé des prêts à hauteur de 200 millions de dollars à CIFG en 2004. La CNCE a ensuite apporté CIFG à Natixis lorsque ce dernier a été créé à l'automne 2006 puis introduit en Bourse en novembre 2006. 

## Les difficultés liées à la crise des subprimes
Au cours de l'année 2006, les encours de créances garanties par CIFG ont doublé, passant de 38 milliards de dollars (25 milliards d'euros), en début d'année, à 78 milliards de dollars (53 milliards d'euros), en fin d'année.
Début 2007, les dirigeants de Natixis se rendent compte du risque pris, mais il faut attendre septembre 2007 pour que soit donné un mandat à la banque Lazard pour trouver un acquéreur. Parmi plusieurs investisseurs contactés, qui refusent tous, la Caisse des dépôts du Québec.
Entretemps, l'agence de notation financière Fitch a estimé le 21 juillet, dans le cadre d'une étude du secteur, que CIFG pourrait avoir besoin de trois milliards de dollars pour prétendre à la solidité d’un «AAA».
Le groupe CIFG a conservé une notation financière AAA jusqu'au 17 décembre 2007, date à laquelle l'agence de notation Moody's a assorti cette notation d'une perspective négative, suivie le lendemain par Standard and Poor's.

## Le rachat par les Caisses d'épargne et les Banques populaires le 20 décembre 2007
Les deux maisons-mères de Natixis, le groupe Caisse d'épargne et le groupe Banque populaire ont été contraintes de racheter CIFG le 20 novembre 2007 et de le recapitaliser de 1,5 milliard d'euros. L'encours de CIFG a été chiffré à 70 milliards d'euros par Nicolas Merindol, directeur des Caisses d'épargne et de Natixis Asset Management, lors d'une audition officielle.
CIFG n'a cependant perdu sa note AAA chez Moody's que le 7 mars 2008. La dette de CIFG a ensuite été reléguée parmi les placements spéculatifs (junk bonds) par ces grandes agences de notation, subissant plus de quatre abaissements de sa note.

## La recherche d'une solution
Puisque son directeur général d'origine était parti au plus fort de la tourmente de 2007, c'est le nouveau, John Pizzarelli, qui  tente de ramener CIFG à la « santé financière ». Il a annoncé à l'AFP à la mi-juin 2007 un accord qui devait, à la date du 2 septembre 2008, encore recevoir le feu vert des autorités de l'État de New York, des Bermudes et de la France.
Selon un article du quotidien La Tribune, cet accord, dont les modalités n'ont pas été rendues publiques, prévoyait que CIFG sera délié de ses engagements, en contrepartie du versement d'une somme en liquide et de l'octroi d'une partie de son capital aux émetteurs obligataires qui avaient assuré leurs titres chez lui. Il permettait aussi, une fois signé, aux Caisses d'épargne et aux Banques populaires de redescendre à 5 % du capital de CIFG.

## Sources et références
1. 1 2 3  « Infos de dernière minute et opinions sur », sur lepost.fr via Wikiwix (consulté le 7 novembre 2023).
2. ↑  « Assemblée nationale ~ Compte rendu de réunion de la commission des finances, de… », sur assemblee-nationale.fr (consulté le 20 juin 2023).